# Sexuell läggning
Sexuell läggning syftar oftast på en persons sexuella orientering i fråga om partnerns kön. Exempel på sexuella läggningar är heterosexualitet, homosexualitet, bisexualitet och pansexualitet. Vissa menar också att asexualitet bör räknas som en sexuell läggning. Internationellt sett anses betraktas ofta stabila och oföränderliga sexuella preferenser som sexuella läggningar.

## Definitionsproblematik
Det är skillnad mellan begreppen läggning och beteende. Vid sidan om heterosexualitet, homosexualitet, bisexualitet, pansexualitet (samt asexualitet) finns ett antal andra sexuella preferenser. Flertalet av dessa brukar inom psykiatrin sammanföras under beteckningen parafilier, en beteckning för avvikande sexuell aktivitet och som historiskt i Sverige omnämnts som perversion.
Parafilierna betraktas i Sverige inte som sexuella läggningar, såsom de ovan nämnda, utan snarare som störningar. Den legala utvecklingen och den psykiatriska diagnostiken utgår också från detta. Vad som ska räknas som sexuell läggning är till stor del en språklig och kulturell fråga, snarare än en fråga om vetenskap.
En del forskare har dock framfört att parafilierna inte bör betraktas som sjukliga och alltså inte ses som störningar. Olika företrädare för utövare av olika kinks som BDSM och fetischism – och även andra som inte företräder dessa utövare – menar också att deras beteende inte bör betraktas som sjukligt. En del av parafilierna har av den svenska Socialstyrelsen ansetts vara icke-sjukliga och betecknas istället som sexuella beteenden; 2009 avskaffade Socialstyrelsen sjukdomsklassningen för sadomasochism.
Sexologer och antropologer har också hävdat att kategorier som heterosexuell och homosexuell inte är universella. Ibland kan också annat än kön bedömas vara mer signifikant än (eller lika signifikant som) kön, såsom ålder på parterna, om någon intar aktiv eller passiv roll, samt parternas sociala status.

## Forskning
Sexuell läggning studeras inom många discipliner, bland annat inom sociologi, antropologi, sexologi, medicin, psykologi och juridik.